# 卢甘维尔
卢甘维尔位于萬那杜聖靈島，为桑马省省会，总人口10,738，为该国第二大城市。卢甘维尔港是该国重要的港口。
第二次世界大战期间，卢甘维尔为美军重要的军事基地，约有4万人驻扎，支援瓜達康納爾島戰役。美军在此修建了四個机场，并在此遗弃了大量军用物资。其中一個機場後來改成桑托佩可亞國際機場，帕里庫洛灣機場、海龜灣機場與盧甘維爾機場則已廢棄。
1979年—1980年，卢甘维尔是维马拉纳共和国的首都。

## 姐妹城市
- 马来西亚 亞庇[4]
- 新喀里多尼亞 勒蒙多尔[5]
- 所罗门群岛 霍尼亚拉[6]
- 维拉港[7]
- 夏威夷州 檀香山[8]
- 中國 萬山群島[9]
- 班德堡